# 下山虎

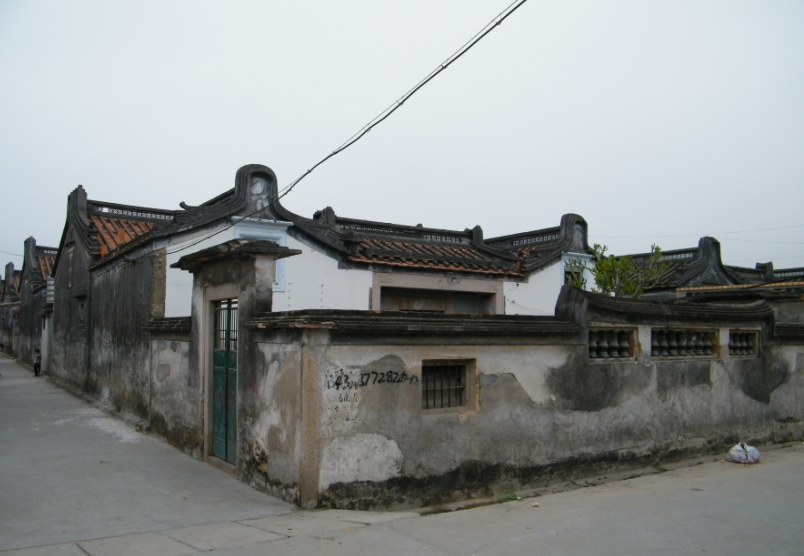
下山虎例一（额外加了前院）

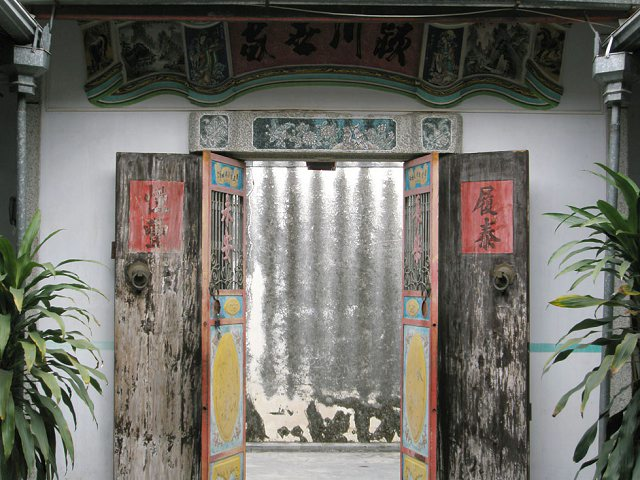
下山虎内门额

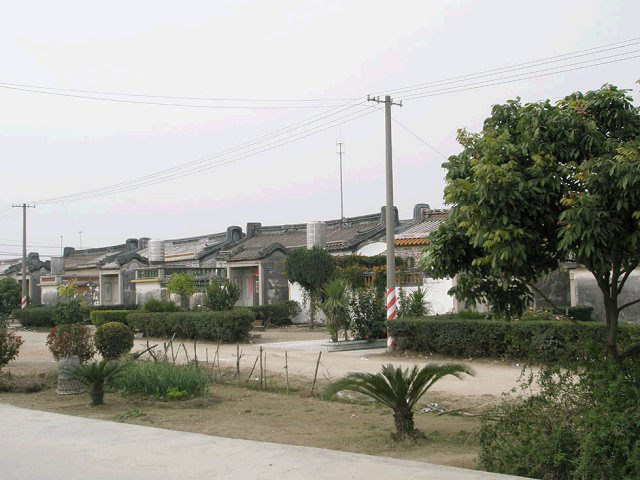
下山虎建筑群

下山虎，又名爬狮、 双跑狮，是中国广东省潮汕地区的传统民居，也是潮汕府第的基本构成单位之一。它得名于民间认为因其状如虎如狮。而建筑界称这种格局为三合院。

## 格局
平面格局为“一厅二房二厝手”。是由三面房屋跟一面墙壁组成，正屋是三开间，其中中央开间的是“客厅”，两侧各为一间“大房”。客厅前面为天井，天井两边各为一开间的“厢房” (俗称“厝手”)，有小门与“大房”连接。前为墙壁，中间开门，内门额一般人家都会题写堂号。下山虎还有另外一种形式，就是它的大门侧开，占去一侧“厝手”的位置，称之为“单跑狮”，也有因用地或经济等方面的原因，厝手房整成单泻水屋顶的廊房形式。
下山虎只是另一种潮汕民居四点金的简化版，相比下少了一个前厅以及两个前房，其余格局基本一样。而“下山虎”由于门路出入的不同，有开正门跟边门的不同。一般将中间不开大门而只开边门的称之为“龙虎门”闽南语：），当然也有既开正门又开边门的
。

## 趣谈
古代只有帝王之家才能用黄色瓦片，但这里由于山高皇帝远，民众起厝却毫无顾忌的采用黄色瓦片，这就是潮州俗语“潮州厝，皇宫起”、“京都帝王府，潮州百姓家”的来由之一。如果通过Google Earth软件，你可以在潮阳区、潮南区等地农村看见一大片黄色顶的民居。